# المپیک حیوانات
المپیک حیوانات (به انگلیسی: Zoo Olympics) یک مجموعه تلویزیونی انیمیشن فرانسوی-بلژیکی در ۵۲ قسمت دو دقیقه‌ای است که توسط پیچا ساخته شد و از ژوئیه ۱۹۹۲ از کانال+ پخش شد.
این انیمیشن در دهه ۱۳۷۰ از شبکه دو پخش شد.

## داستان
یک مار گزارشگر المپیکی است که شرکت‌کنندگان و تماشاچیان آن همگی حیوان هستند. در هر قسمت، حیوانات گوناگون، در یک مسابقهٔ ورزشی عمدتاً «مَن درآوردی»، با یکدیگر به رقابت می‌پردازند. در پایان هر قسمت نیز، برندگان بر روی سکوی اهدای مدال رفته و مدال خود را دریافت می‌کنند.